# Стекольников, Василий Васильевич
Василий Васильевич Стекольников (1926—1997) — советский конструктор, директор опытно-конструкторского бюро «Гидропресс». Герой Социалистического Труда. Лауреат Государственной премии СССР.

## Биография
Родился 23 декабря 1926 года в деревне Сватково Осьминского района Ленинградской области РСФСР в многодетной семье. Учился в железнодорожном техникуме в Калинине. В 1952 году окончил Московский энергетический институт по специальности «котельное оборудование», был направлен по распределению в Подольск в Центральное конструкторское бюро нефтеаппаратуры. Работал конструктором, затем заместителем начальника бюро.

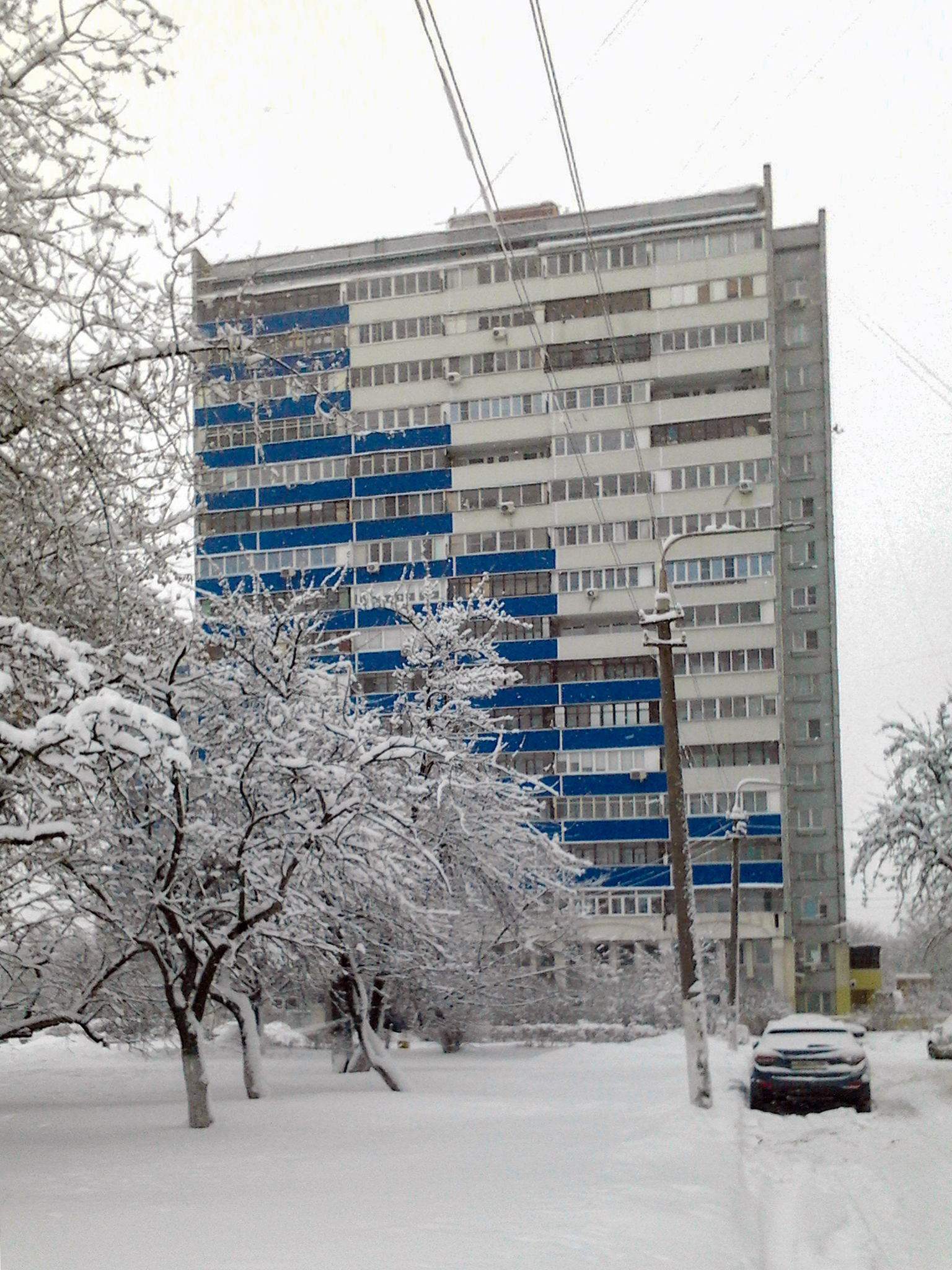
Дом, в котором жил В. В. Стекольников

В 1954 году после двухмесячной проверки Василий Стекольников был переведён в закрытый ОКБ «Гидропресс» и назначен на должность старшего инженера. В 1955 году Стекольниковым был разработан первый эскиз водо-водяного энергетического реактора — ВВЭР-440, за который ему была присуждена Государственная премия СССР. В 1958 году возглавил отдел по разработке ВВЭР.
В 1962 году назначен главным конструктором ОКБ «Гидропресс». Под его руководством на предприятии выполнялись исследовательские и экспериментальные работы в области атомной энергетики, были разработаны и собраны установки ВВЭР-440 и ВВЭР-1000, эксплуатирующиеся во многих атомных электростанциях мира.
16 декабря 1981 года указом Президиума Верховного Совета СССР Василию Васильевичу Стекольникову было присвоено звание Героя Социалистического Труда с вручением ордена Ленина и золотой медали «Серп и Молот».
В 1992 году покинул пост главного конструктора, с 1992 по 1996 год работал на предприятии в должности главного консультанта.
Умер 11 февраля 1997 года в Подольске, похоронен на городском кладбище «Красная горка».

## Награды
- Герой Социалистического Труда
- Орден Ленина (29.07.1966, 16.12.1981)
- Орден Трудового Красного Знамени (26.04.1971)
- Орден «Знак Почёта»
- Государственная премия СССР
- Орден ЧССР «За заслуги в строительстве»
- Почётный гражданин города Подольска[3]

## Память
В честь Василия Стекольникова в Подольске названа улица. На доме, где он жил (ул. Кирова, 7), установлена мемориальная доска. 21 декабря 2016 года в Подольске был открыт памятник В. В. Стекольникову.